# Orthologie (wiskunde)

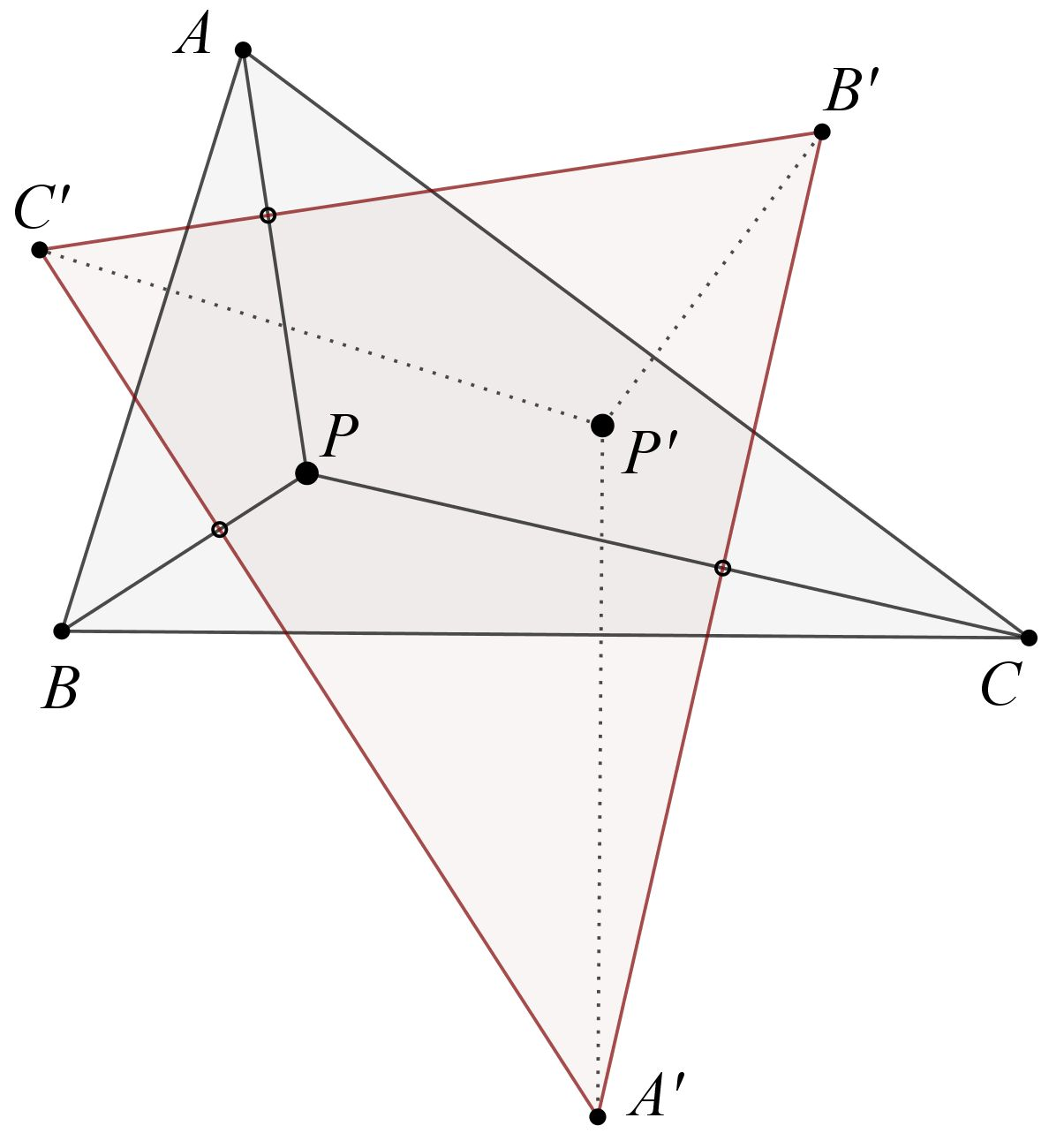
Orthologiecentra: P van ABC t.o.v. A'B'C', P' van A'B'C' t.o.v. ABC

Orthologie is een begrip uit de wiskunde van de driehoek.
Twee driehoeken ABC en A'B'C' heten ortholoog als de lijnen
- door A loodrecht op B'C',
- door B loodrecht op A'C' en
- door C loodrecht op A'B'

concurrent zijn. Het gemeenschappelijke snijpunt van deze lijnen heet het centrum van orthologie van ABC ten opzichte van A'B'C'.

## Eigenschappen
Orthologie is symmetrisch: de lijnen
- door A' loodrecht op BC,
- door B' loodrecht op AC en
- door C' loodrecht op AB

zijn ook concurrent.

### Voldoende en noodzakelijke voorwaarde
De driehoeken ABC en A'B'C' zijn ortholoog dan en slechts dan als
{\displaystyle B'A^{2}+C'B^{2}+A'C^{2}=A'B^{2}+B'C^{2}+C'A^{2}.}

### Barycentrische coördinaten
Is P het centrum van orthologie van ABC ten opzichte van  A'B'C' en P' het centrum van orthologie van A'B'C' ten opzichte van ABC, dan zijn de barycentrische coördinaten van P ten opzichte van ABC en P' ten opzichte van A'B'C' gelijk

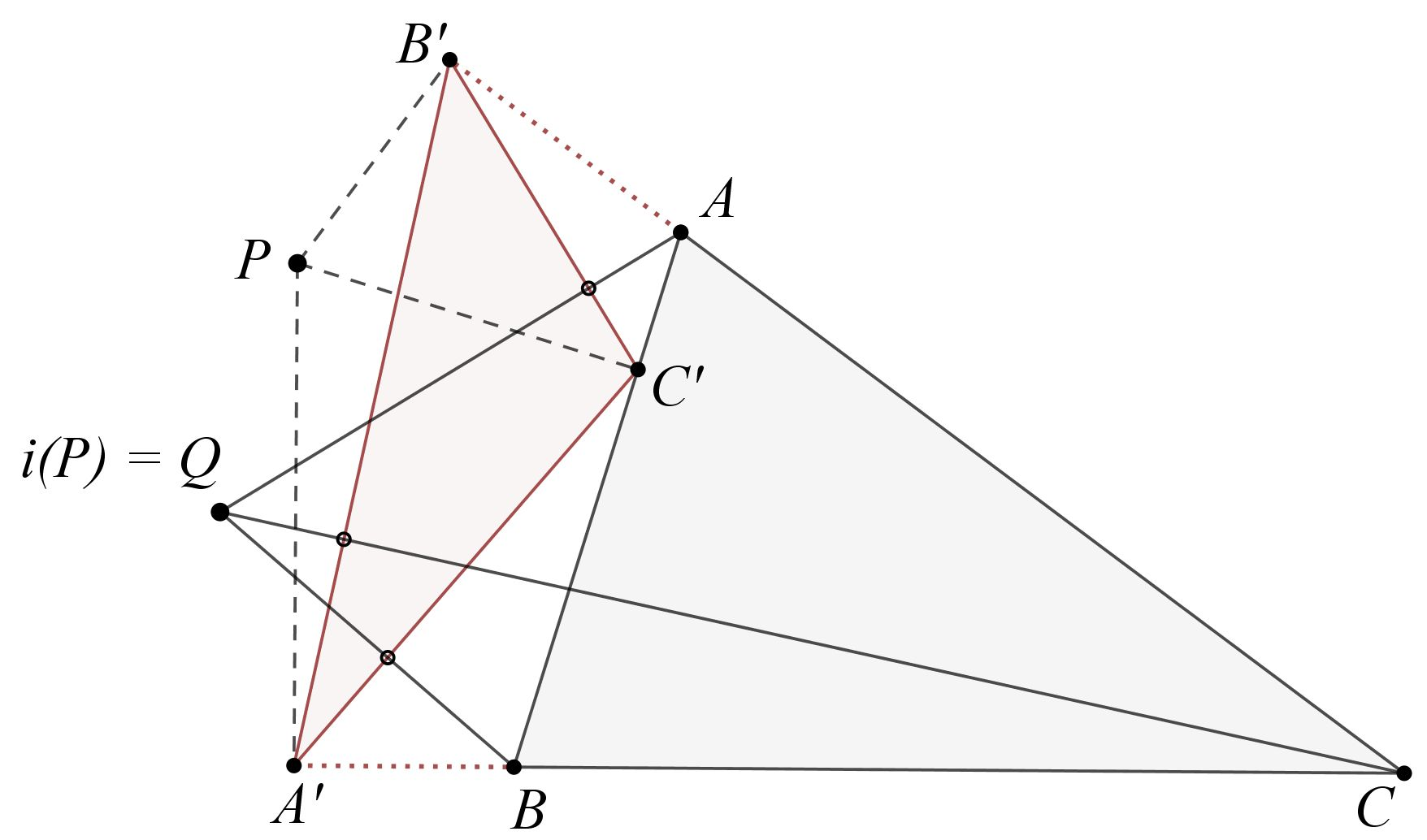
A'B'C' is de voetpuntsdriehoek van P; Q is het orthologiecentrum van ABC t.o.v. A'B'C'

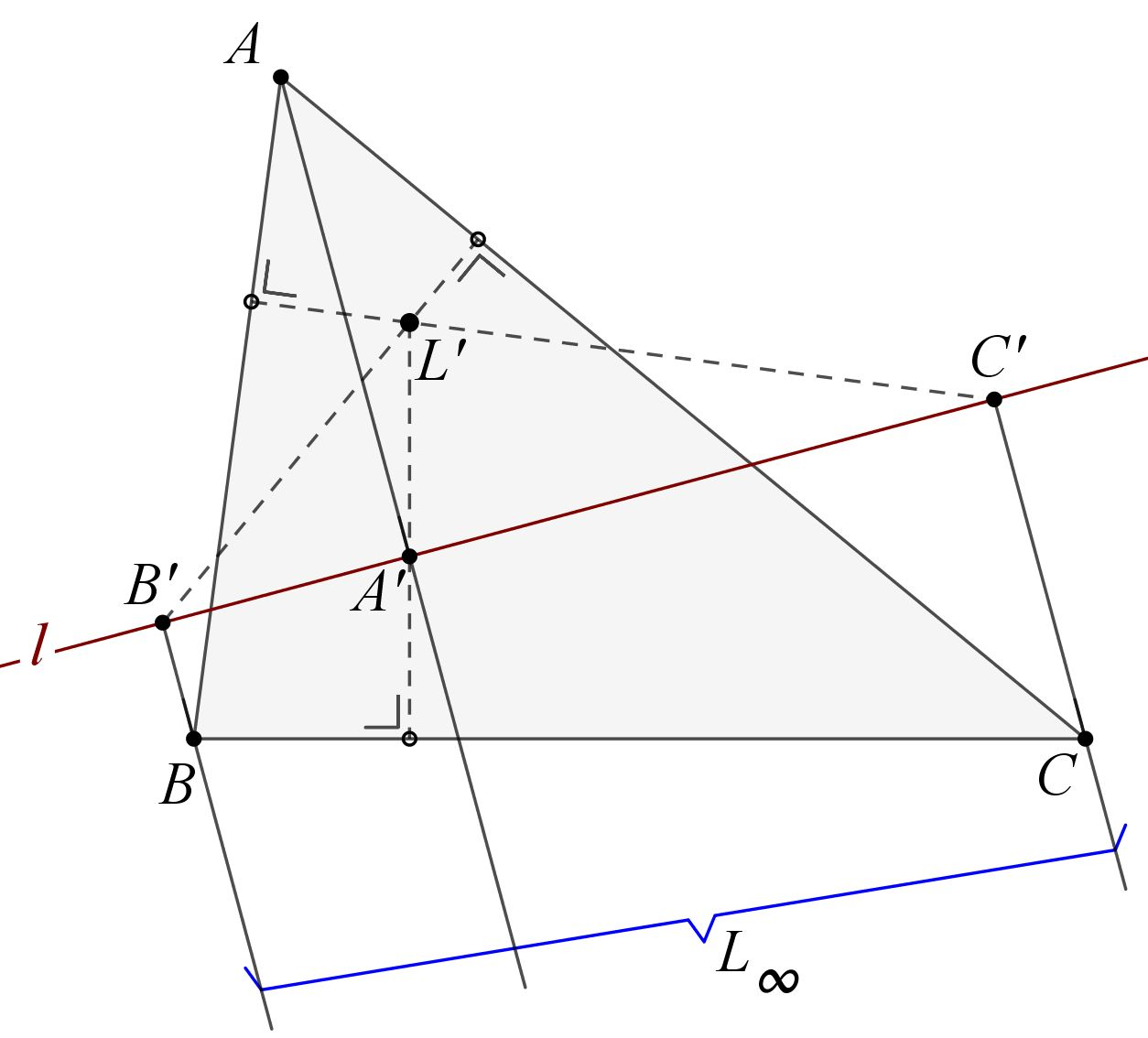
ABC en A'B'C' (ontaard in een lijn) zijn orthologe driehoeken; L' is de orthopool van)

## Voorbeelden

### Voetpuntsdriehoek
Een voetpuntsdriehoek A'B'C' van een punt P en ABC zijn ortholoog. Het centrum van orthologie van ABC ten opzichte van A'B'C' is de isogonale verwant van P. 

### Orthopool van een lijn
De voetpunten van ABC op een lijn {\displaystyle \ell } vormen een ontaarde driehoek A'B'C'. Het centrum van orthologie van ABC ten opzichte van A'B'C' is een punt op de oneindig verre rechte. Het centrum van orthologie van A'B'C' ten opzichte van ABC is de orthopool van {\displaystyle \ell }. 
Opmerking: niet elke ontaarde driehoek is ortholoog met driehoek ABC.